# Csánig megállóhely
Csánig megállóhely egy Vas vármegyei vasúti megállóhely Csánig településen, a GYSEV üzemeltetésében. A település belterületének keleti szélén helyezkedik el, közúti elérését a 8615-ös útból kiágazó 86 124-es számú mellékút biztosítja.
A vonatok csak akkor állnak meg a megállóhelyen, ha van le- vagy felszálló utas.

## Vasútvonalak
A megállóhelyet az alábbi vasútvonalak érintik:
- Hegyeshalom–Porpác-vasútvonal

## Kapcsolódó állomások
A megállóhelyhez az alábbi állomások vannak a legközelebb:
- Répcelak vasútállomás (Hegyeshalom–Porpác-vasútvonal)
- Dénesfa megállóhely (Hegyeshalom–Porpác-vasútvonal)

## Forgalom
| Járat        | Útvonal | Gyakoriság                                       |
| ------------ | --- | ------------------------------------------------ |
| személyvonat | Szombathely – Vép – Porpác – Ölbő-Alsószeleste – Pósfa – Hegyfalu – Vasegerszeg – Vámoscsalád – Répcelak – Csánig (– Dénesfa) – Beled – Vica (– Páli-Vadosfa) – Magyarkeresztúr-Zsebeháza – Szil-Sopronnémeti – Csorna                                                                       | Kb. 2-4 óránként                                 |
| személyvonat | Szombathely → Hegyfalu → Répcelak → Csánig → Beled → Vica → Magyarkeresztúr-Zsebeháza → Szil-Sopronnémeti → Csorna | Munkanapokon 1 Csorna felé                       |
| személyvonat | Szombathely – Vép – Porpác – Ölbő-Alsószeleste – Pósfa – Hegyfalu – Vasegerszeg – Vámoscsalád – Répcelak – Csánig (← Dénesfa) – Beled – Vica (← Páli-Vadosfa) – Magyarkeresztúr-Zsebeháza – Szil-Sopronnémeti – Csorna – Bősárkány – Hanságliget – Jánossomorja – Mosonszolnok – Hegyeshalom | Napi 1 Hegyeshalom felé, napi 4 Szombathely felé |